# Internationale Cricket-Saison 2025/26
Die internationale Cricket-Saison 2025/26 findet zwischen September 2025 und April 2026 statt. Als Wintersaison tragen vorwiegend die Mannschaften aus Südasien, der Karibik und Ozeanien ihre Heimspiele aus. Die ausgetragenen Tests der internationalen Touren bilden die Grundlage für die ICC Test Championship. Die ODIs formen den Grundstock für die ICC ODI Championship und die Twenty20-Spiele für die ICC T20I Championship. Höhepunkte der Saison ist die Austragung des Women’s Cricket World Cup 2025 bei den Frauen und der ICC Men’s T20 World Cup 2026 bei den Männern.

## Überblick

### Internationale Touren
| Beginn             | Heimteam    | Auswärtsteam | Resultate | Resultate | Resultate | Artikel |
| Beginn             | Heimteam    | Auswärtsteam | Test      | ODI       | Twenty20  | Artikel |
| ------------------ | ----------- | ------------ | --------- | --------- | --------- | ------- |
| 27. September 2025 | Nepal       | West Indies  |           |           | [3]       | Artikel |
| 1. Oktober 2025    | Neuseeland  | Australien   |           |           | [3]       | Artikel |
| 2. Oktober 2025    | Indien      | West Indies  | [2]       |           |           | Artikel |
| 11. Oktober 2025   | Namibia     | Südafrika    |           |           | [1]       | Artikel |
| 18. Oktober 2025   | Neuseeland  | England      |           | [3]       | [3]       | Artikel |
| 19. Oktober 2025   | Australien  | Indien       |           | [3]       | [5]       | Artikel |
| Oktober 2025       | Pakistan    | Südafrika    | [2]       | [3]       | [3]       | Artikel |
| Oktober 2025       | Afghanistan | Bangladesch  |           |           | [3]       | Artikel |
| Oktober 2025       | Bangladesch | West Indies  |           | [3]       | [3]       | Artikel |
| Oktober 2025       | Sri Lanka   | Irland       |           | [3]       | [3]       | Artikel |
| Oktober 2025       | Simbabwe    | Afghanistan  | [2]       | [3]       | [3]       | Artikel |
| 5. November 2025   | Neuseeland  | West Indies  | [3]       | [3]       | [5]       | Artikel |
| 7. November 2025   | Bangladesch | Irland       | [2]       | [3]       | [3]       | Artikel |
| 14. November 2025  | Indien      | Südafrika    | [2]       | [3]       | [5]       | Artikel |
| 21. November 2025  | Australien  | England      | [5]       |           |           | Artikel |
| November 2025      | Pakistan    | Sri Lanka    |           | [3]       | [3]       | Artikel |
| 11. Januar 2026    | Indien      | Neuseeland   |           | [3]       | [5]       | Artikel |
| 27. Januar 2026    | Südafrika   | West Indies  |           |           | [5]       | Artikel |
| Februar 2026       | Pakistan    | Australien   |           | [3]       | [3]       | Artikel |
| Februar 2026       | Sri Lanka   | England      |           | [3]       | [3]       | Artikel |
| 15. März 2026      | Neuseeland  | Südafrika    |           |           | [5]       | Artikel |
| 25. März 2026      | Bangladesch | Pakistan     | [2]       | [3]       | [3]       | Artikel |

### Internationale Turniere
| Beginn            | Turnier                                | Land                         |
| ----------------- | -------------------------------------- | ---------------------------- |
| 9. September 2025 | Asia Cup 2025                          | Vereinigte Arabische Emirate |
| Januar 2026       | ICC U19-Cricket-Weltmeisterschaft 2026 | Namibia, Simbabwe            |
| Februar 2025      | ICC Men’s T20 World Cup 2026           | Indien, Sri Lanka            |

### Internationale Touren (Frauen)
| Beginn             | Heimteam   | Auswärtsteam | Resultate | Resultate | Resultate | Artikel |
| Beginn             | Heimteam   | Auswärtsteam | WTest     | WODI      | WTwenty20 | Artikel |
| ------------------ | ---------- | ------------ | --------- | --------- | --------- | ------- |
| 14. September 2025 | Indien     | Australien   |           | [3]       |           | Artikel |
| 16. September 2025 | Pakistan   | Südafrika    |           | [3]       |           | Artikel |
| 5. Dezember 2025   | Südafrika  | Irland       |           | [3]       | [3]       | Artikel |
| Dezember 2025      | Indien     | Bangladesch  |           | [3]       | [3]       | Artikel |
| 10. Februar 2025   | Südafrika  | Pakistan     |           | [3]       | [3]       | Artikel |
| 15. Februar 2025   | Australien | Indien       | [1]       | [3]       | [3]       | Artikel |
| 25. Februar 2025   | Neuseeland | Simbabwe     |           | [3]       | [3]       | Artikel |
| 15. März 2025      | Neuseeland | Südafrika    |           | [3]       | [5]       | Artikel |

### Internationale Turniere (Frauen)
| Beginn             | Turnier                                  | Land              |
| ------------------ | ---------------------------------------- | ----------------- |
| 30. September 2025 | Women’s Cricket World Cup 2025           | Indien, Sri Lanka |
| 12. Januar 2026    | ICC Women’s T20 World Cup 2026 Qualifier | Nepal             |

## Nationale Meisterschaften
Aufgeführt sind die nationalen Meisterschaften der Full Member des ICC.
| Land                          | First-Class                                | List A                                                | Twenty20                          |
| ----------------------------- | ------------------------------------------ | ----------------------------------------------------- | --------------------------------- |
| Afghanistan                   | Ahmad Shah Abdali 4-day Tournament 2025/26 |                                                       |                                   |
| Australien                    | Sheffield Shield 2025/26                   | Dean Jones Trophy 2025/26                             | Big Bash League 2025/26           |
| Bangladesch                   | National Cricket League 2025/26            |                                                       | Bangladesh Premier League 2025/26 |
|                               |                                            | National Cricket League Twenty20 2025/26              |                                   |
| Indien                        | Ranji Trophy 2025/26                       | Vijay Hazare Trophy 2025/26                           | Indian Premier League 2026        |
| Duleep Trophy 2025/26         |                                            | Syed Mushtaq Ali Trophy 2025/26                       |                                   |
| Irani Cup 2025/26             |                                            |                                                       |                                   |
| Sri Lanka                     | Major League Tournament 2025/26            | National Super League Limited Over Tournament 2025/26 | Lanka Premier League 2025         |
| National Super League 2025/26 |                                            |                                                       |                                   |
| Neuseeland                    | Plunket Shield 2025/26                     | Ford Trophy 2025/26                                   | Dream 11 Super Smash 2025/26      |
| Pakistan                      | Quaid-e-Azam Trophy 2025/26                | Champions One-Day Cup 2025/26                         | National T-20 Cup 2025/26         |
| President’s Trophy 2025/26    | President’s Cup 2025/26                    | Champions T20 Cup 2025/26                             |                                   |
| Simbabwe                      | Logan Cup 2025/26                          | Pro50 Championship 2025/26                            |                                   |
|                               | Zimbabwe Cricket Regionals Pro50 2025/26   |                                                       |                                   |
| Südafrika                     | CSA 4-Day Series 2025/26                   | CSA One-Day Cup 2025/26                               | CSA T20 Challenge 2025/26         |
|                               |                                            | CSA T20 Knock-Out Competition 2025/26                 |                                   |
|                               |                                            | SA20 2025/26                                          |                                   |
| West Indies                   | West Indies Championship 2025/26           | Super50 Cup 2025/26                                   |                                   |

## Nationale Meisterschaften (Frauen)
| Land       | List A                                                  | Twenty20                                       |
| ---------- | ------------------------------------------------------- | ---------------------------------------------- |
| Australien | Women’s National Cricket League 2025/26                 | Women’s Big Bash League 2025/26                |
| Indien     |                                                         | Women’s Premier League 2026                    |
| Neuseeland | New Zealand Cricket Women’s One Day Competition 2025/26 | New Zealand Cricket Women’s Twenty20 2025/26   |
| Südafrika  | CSA Women’s Provincial League 2025/26                   | CSA Women’s Provincial T20 Competition 2025/26 |